# Severnaja povest
Severnaja povest (russisk: Северная повесть) er en sovjetisk spillefilm fra 1960 af Jevgenij Andrikanis.

## Medvirkende
- Oleg Strizjenov som Pavel Bestuzjev
- Eva Murniece som Anna Jakobsen / Maria Jakobsen
- Valentin Zubkov som Tikhonov
- Gennadij Judin som Sjjedrin
- Nikolaj Svobodin som Kiseljov